# Kęstutis Kemzūra
Kęstutis Kemzūra, né le 20 avril 1970 à Kaunas, dans la République socialiste soviétique de Lituanie, est un ancien joueur lituanien de basket-ball, évoluant au poste de meneur, devenu entraîneur.

## Carrière
Après le licenciement de David Blatt du poste d'entraîneur de l'Olympiakós en octobre 2019, Kemzūra, jusqu'alors entraîneur adjoint, devient entraîneur par intérim,.
En janvier 2020, Kemzūra est remplacé au poste d'entraîneur de l'Olympiakós par Geórgios Bartzókas.